# Tsuboi Sakae

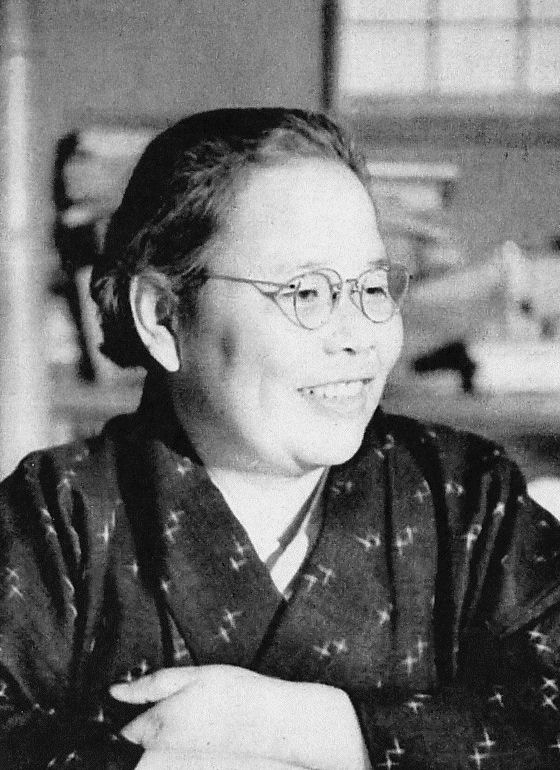
Tsuboi Sakae

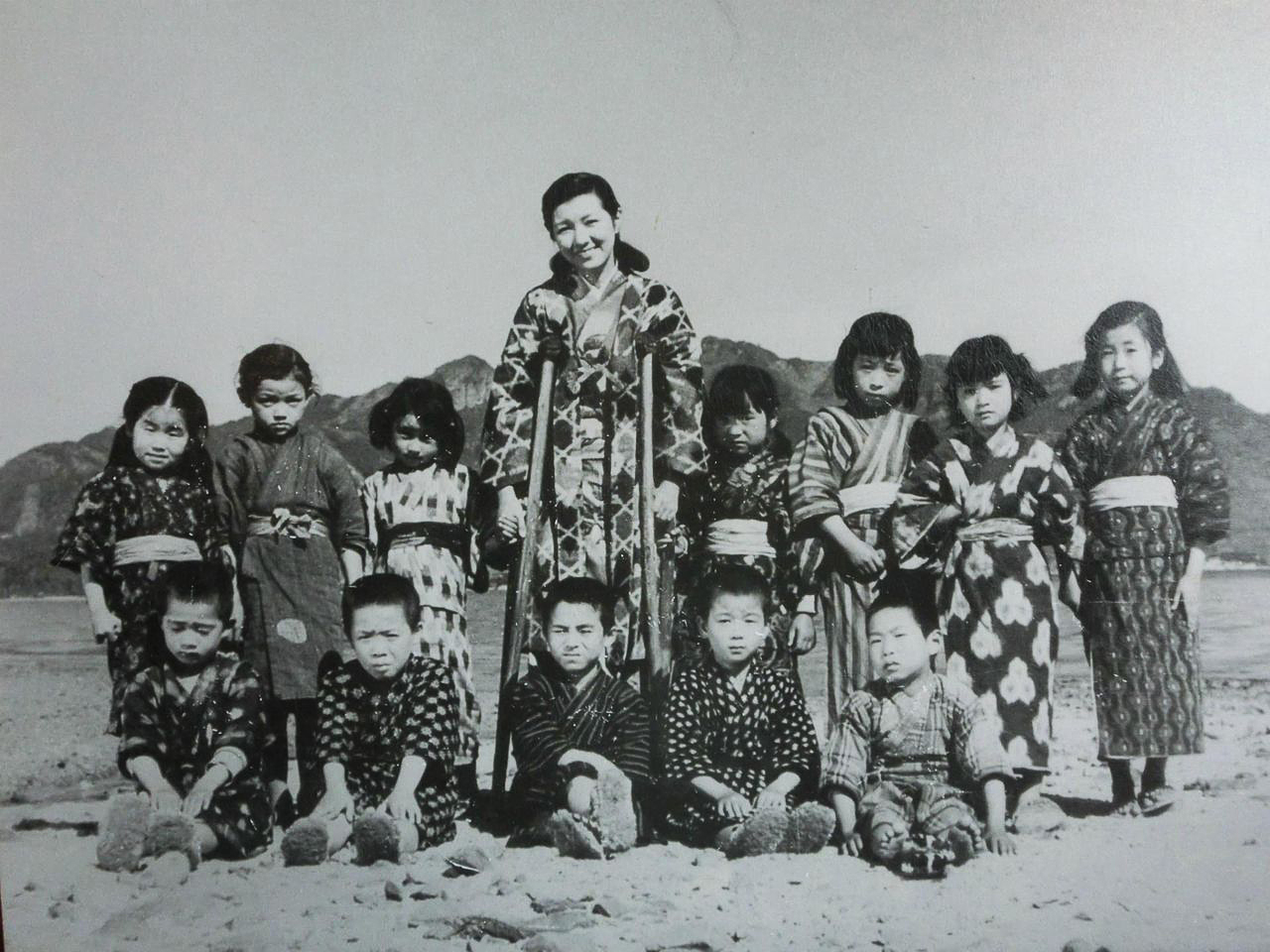
Aus dem Film: 24 Augen

Tsuboi Sakae (japanisch 壺井 栄; geboren 5. August 1900 auf Shōdoshima (Präfektur Kagawa); gestorben 23. Juni 1967) war eine japanische Schriftstellerin und Kinderbuch-Autorin.

## Leben und Wirken
Tsuboi Sakae wurde auf der Insel Shōdoshima als Iwai Sakae geboren. Nachdem sie 1925 den anarchistischen Poeten Tsuboi Shigeji geheiratet hatte, wurde sie in der „Proletarischen Literaturbewegung“ (プロレタリア文学運動) aktiv. Ihre Bücher, die meist auf ihrer Heimatinsel spielen, sind farbenreich und drücken ihre Sorge um soziale Gerechtigkeit in der Welt aus. Ihr Werk  „Nijūshi no hitomi“ (二十四の瞳) – „Vierundzwanzig Augen“ aus dem Jahr 1952, eine gefühlvolle Geschichte über eine langwährende Freundschaft einer Lehrerin mit ihren ersten zwölf Schülern, wurde 1954 unter der Regie von Kinoshita Keisuke verfilmt.  
Ihre erste Erzählung erschien 1945: „Ishiusu no uta“ (石臼の歌) – „Das Steinmörser-Lied“. Weitere Werke von ihr sind die Kindergeschichte „Kaki no ki no aru ie“ (柿の木のある家) – „Das Haus mit dem Kaki-Baum“ 1949, und der Roman „Uchikake“ (裲襠) – „Eine Robe“, 1955.